# Bolanowice
Bolanowice (ukr. Боляновичі) – wieś na Ukrainie, w rejonie jaworowskim (do 2020 roku w rejonie mościskim) obwodu lwowskiego. Wieś liczy 636 mieszkańców.
Wieś, położona w powiecie przemyskim, była własnością Kazimierza Dębskiego i Mariana Goiszewskiego, została spustoszona w czasie najazdu tatarskiego w 1672 roku. W II Rzeczypospolitej do 1934 samodzielna gmina jednostkowa. Następnie należała do zbiorowej wiejskiej gminy Hussaków w powiecie mościskim w woj. lwowskim. Po II wojnie światowej wieś weszła w struktury administracyjne Związku Radzieckiego.